# Delete Yourself!
Delete Yourself es el primer álbum de estudio de la banda de digital Hardcore Atari Teenage Riot, editado en 1995 por Digital Hardcore Recordings. 
Tiene varias influencias como el punk, rave o el jungle, el disco inicialmente salió al mercado con el título de "1995" en Alemania.

## Lista de canciones
1. "Start the Riot!" – 3:40
2. "Into the Death" – 3:26
3. "Raverbashing" – 3:26
4. "Speed" – 2:48
5. "Sex" – 3:33
6. "Midijunkies" – 5:15
7. "Delete Yourself! (You Got No Chance to Win!)" (live in Glasgow, 17.10.1993) – 4:37
8. "Hetzjagd auf Nazis!" (live in Berlín, 25.2.1994) – 5:16
9. "Cyberpunks Are Dead!" – 3:35
10. "Kids Are United" – 3:36
11. "Atari Teenage Riot" – 3:38
12. "Riot 1995" – 4:01

## Samples
- "Start the Riot" samplea James Brown's "Funky Drummer" y el audio de la serie anime 3x3 Eyes y Legend of the Overfiend.
- "Into the Death" samplea "Bodily Dismemberment" del grupo Thanatos[1] y el film anime Akira, de 1988.
- "Raverbashing" samplea audio de la serie de anime 3x3 Eyes.
- "Speed" samplea "Slaughterhouse" de Powermad.
- "Delete Yourself! (You Got No Chance to Win!)" samplea "God Save the Queen" de Sex Pistols.
- "Kids Are United!" samplea "If the Kids Are United" de Sham 69.
- "Atari Teenage Riot" samplea "Smells Like Teen Spirit" de Nirvana y un discurso de Malcolm X, además del videojuego Mappy.